# Верхний Суян
Верхний Суян (баш. Үрге Һөйән) — деревня  в Караидельском районе Республики Башкортостан Российской Федерации. Входит в состав Верхнесуянского сельсовета. 

## География
Находится на левом берегу реки Уфы.

## Географическое положение
Расстояние до:
- районного центра (Караидель): 58 км,
- центра сельсовета (Седяш): 2 км,
- ближайшей ж/д станции (Щучье Озеро): 110 км.

## Население
| 2002 | 2009 | 2010 |
| ---- | ---- | ---- |
| 26   | ↘14  | ↗17  |

Национальный состав
Согласно переписи 2002 года, преобладающая национальность — башкиры (61 %).

## Инфраструктура
Личное подсобное хозяйство с зоной сельскохозяйственного использования, индивидуальная застройка усадебного типа.

## Транспорт
Просёлочные дороги. 